# Spiektr
Spiektr (ros. Спектр, widmo) – piąty moduł stacji kosmicznej Mir. Przeznaczony był do obserwacji Ziemi; zawierał sprzęt do obserwacji powierzchni, atmosfery i środowiska ziemskiego. Cztery charakterystycznie ustawione panele słoneczne generowały połowę energii potrzebnej stacji na orbicie.

## Wyposażenie

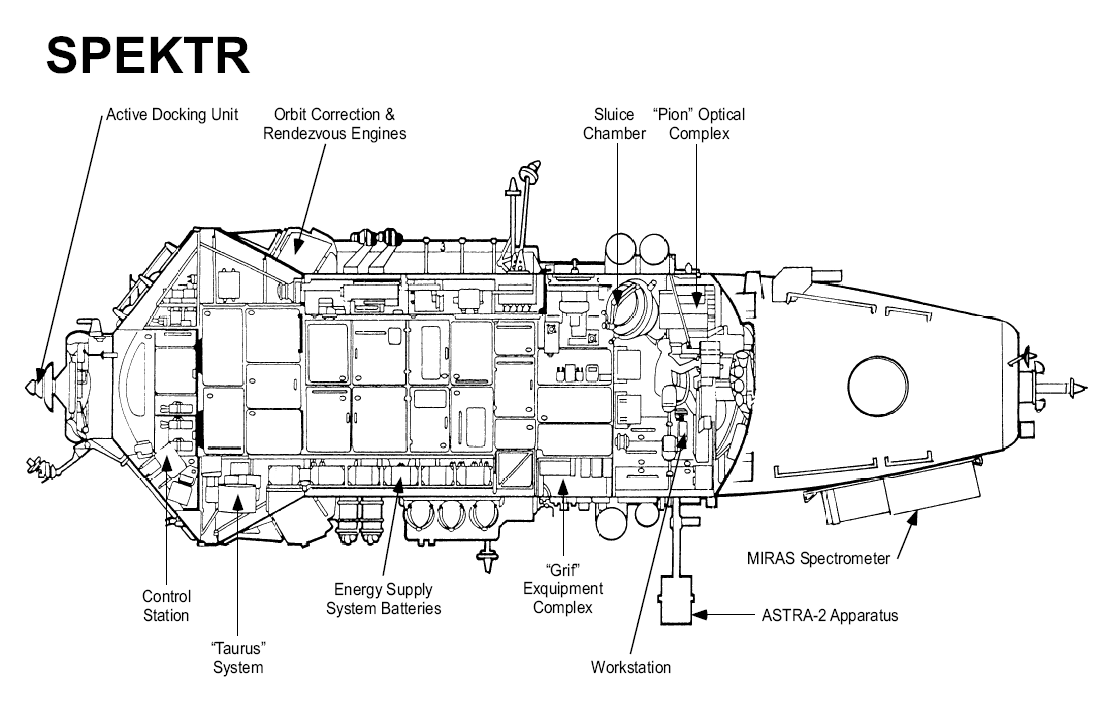
Przekrój modułu Spiektr

Moduł Spiektr został pierwotnie zaprojektowany w ramach wojskowego programu „Oktant”. Na pokładzie miały znajdować się urządzenia do zwiadu orbitalnego i obrony przeciwrakietowej. Na zewnętrznym poszyciu, prócz urządzeń, miały znajdować się wyrzutnie celów ćwiczebnych, a sercem systemu był teleskop „Pion”.
Eksperymenty te były kontynuacją eksperymentów prowadzonych na pokładzie modułu Kosmos 1686 zadokowanego  do stacji orbitalnej Salut 7 w 1985. Po upadku Związku Radzieckiego zabrakło pieniędzy na realizację tych celów. W połowie lat 90. wraz z nawiązaniem rosyjsko-amerykańskiej współpracy w przestrzeni kosmicznej, NASA zgodziła się sfinansować budowę modułów Spiektr i Priroda w zamian za wyniesienie na orbitę od 600 do 700 kg amerykańskiego sprzętu naukowego. Pierwotnie planowany element modułu opracowany w programie „Oktant” został zastąpiony stożkiem, wyposażonym w dodatkowe panele słoneczne. Śluzę wykorzystano do obsługi eksperymentów i urządzeń umieszczonych na zewnątrz kadłuba.
Do roku 1997, kiedy moduł został uszkodzony w wyniku kolizji z transportowcem Progress, służył za kwatery dla astronautów amerykańskich. Po katastrofie został na stałe zamknięty i wykorzystywano jedynie panele słoneczne i zestawy naukowe znajdujące się na poszyciu – wnętrze modułu pozostało niedostępne do końca funkcjonowania stacji.

### Instrumenty naukowe[2]
- 286K – radiometr
- Astra 2 – monitorowane śladowych składników atmosfery i środowiska stacji Mir
- lidar Balkan 1 – pomiar górnego pułapu chmur, z wykorzystaniem lasera o długości fali 5320 angstremów, zapewniającego rozdzielczość 4,5 m
- EFO 2 – fotometr
- KOMZA – wykrywacz gazu w przestrzeni międzygwiezdnej
- spektrometr absorpcyjny MIRAS – badania składu atmosfery
- spektrometr Faza – badania powierzchni z użyciem fal 0,340 i 285 mikrometra, zapewniających rozdzielczość 200 km
- Taurus/Grif – monitoring tła rentgenowskiego wzbudzanego przez Mir
- spektroradiometr VRIZ UV

## Zderzenie z Progressem M-34
25 czerwca 1997 bezzałogowy transportowiec Progress w trakcie eksperymentalnej ręcznej próby dokowania do modułu Kwant-1 z użyciem systemu TORU uderzył w moduł Spiektr. Zderzenie spowodowało zniszczenie jednego z paneli słonecznych i doprowadziło do rozszczelnienia modułu. Wyciek powietrza był stosunkowo powolny, dzięki czemu załodze udało się zatrzasnąć włazy i uchronić kompleks przed dekompresją. W trakcie akcji konieczne było odcięcie kabli zasilających, przebiegających przez otwarty właz, powodując utratę zasilania, której Spiektr był podstawą. Na bazie tych doświadczeń wprowadzono potem na ISS rozwiązania techniczne eliminujące jakiekolwiek instalacje blokujące natychmiastowe zamknięcie włazów w modułach.
W sierpniu tego samego roku Anatolij Sołowjow i Pawieł Winogradow wykonali spacer kosmiczny, w którego trakcie dokonali ponownego podłączenia zasilania i zamontowali hermetyczny właz. W październiku w trakcie kolejnego wyjścia podłączyli sterowanie panelami do centralnego komputera, co pozwoliło na pozyskiwanie energii na poziomie ok. 70% tego sprzed wypadku.
Nie udało się odnaleźć miejsca przebicia kadłuba i do końca funkcjonowania kompleksu moduł pozostał niedostępny dla załogi stacji.